# Ektopia lentis-Syndrom
Das Ektopia lentis-Syndrom ist eine sehr seltene angeborene Erkrankung mit dem Hauptmerkmal einer angeborenen Linsenluxation (Linsenektopie) in der Regel beidseits.
Synonyme sind: lateinisch Ektopia lentis congenita; englisch Isolated ectopia lentis; Ectopia lentis syndrome; Familial ectopia lentis

## Einteilung
Nach klinischen Kriterien kann unterschieden werden zwischen:
- Isolierte Form[1]
- Familiäre Form[2]
- Syndromale Form im Rahmen einiger weiterer Syndrome[3]
  - Homocystinurie
  - Weill-Marchesani-Syndrom
  - Marfan-Syndrom
  - Marshall-Syndrom
  - Pseudoexfoliationssyndrom
  - Sulfitoxidase-Mangel
  - Blepharoptose - Myopie - Linsenektopie[4]
  - Noble-Bass-Sherman-Syndrom
  - Megalokornea - Sphärophakie - sekundäres Glaukom[5]

## Vorkommen
Die Häufigkeit ist nicht bekannt, bislang wurde über etwa 90 Betroffene, hauptsächlich in Europa berichtet. Die Vererbung kann autosomal-dominant oder autosomal-rezessiv erfolgen.

## Ursache
Je nach zugrunde liegender Mutation können folgende Typen unterschieden werden:
- Autosomal-dominante Form mit Mutationen im FBN1-Gen auf Chromosom 15 Genort q21.1, welches für Fibrillin 1 kodiert[2]
- Autosomal-rezessive Form mit Mutationen im ADAMTSL4-Gen auf Chromosom 1 an q21.2[6]
- mit zusätzlicher Verlagerung der Pupille, gleichfalls mit Mutationen im ADAMTSL4-Gen[7]

## Diagnostik
Die Diagnose ergibt sich aus der klinischen und augenärztlichen Untersuchung und wird durch humangenetische Untersuchung bestätigt. Letzteres ist auch vorgeburtlich möglich.

## Differentialdiagnostik
Abzugrenzen sind das Marfan-Syndrom sowie Syndrome mit Linsendislokation wie Homozystinurie, Sulfitoxidase-Mangel, Weill-Marchesani-Syndrom, Aniridie und Knobloch-Syndrom sowie Pseudoexfoliationssyndrom.